# Gerard Moreno
Gerard Moreno Balagueró (Santa Perpetua de Moguda, Barcelona, 7 de abril de 1992) es un futbolista español que juega de delantero en el Villarreal C. F. de la Primera División de España.
Galardonado como mejor jugador de la Liga Europa de la UEFA en 2021, y dos veces ganador del Trofeo Zarra (2020 y 2021), es el máximo goleador histórico del Villarreal C. F.

## Trayectoria
Inició su etapa de formación de futbolista en el R. C. D. Espanyol, donde permaneció entre 2001 y 2007. En 2007 pasó al C. F. Badalona, donde pasó tres campañas. Tras anotar 41 tantos en la última temporada, en 2010, fue fichado por el Villarreal C. F. que lo incorporó a su cantera. En su primera campaña en el cuadro amarillo logró más de treinta tantos.
El 5 de marzo de 2011 hizo su debut como suplente en un partido en el que el Villarreal C. F. "B" perdió 1-2 contra el Rayo Vallecano en Segunda División. Su gran rendimiento en el Villarreal C. F. "C", le permitió participar en varios encuentros con el primer filial en la campaña 2011-12. Esa campaña logró su primer tanto en Segunda División en la victoria por 3 a 1 ante el Xerez C. D.
El 2 de diciembre de 2012 debutó con el Villarreal, recién descendido a Segunda División, en la derrota a domicilio por 1 a 0 ante el Elche C. F. El 25 de enero de 2013 marcó su primer gol para el Villarreal, en su tercer partido con el primer equipo castellonense, en la victoria contra el C. E. Sabadell F. C.
De cara a la temporada 2013-14 fue cedido al R. C. D. Mallorca para obtener más experiencia en la Segunda División. Se convirtió en la estrella del equipo y en una de las revelaciones de la temporada anotando doce goles y salvando del descenso al R. C. D. Mallorca. De cara a la temporada 2014-15 regresó al Villarreal, en esta ocasión para jugar en Primera División. Acabó la temporada con dieciséis tantos (7 en Liga, 5 en Copa y 4 en Liga Europa). Su gol más destacado lo logró el 1 de marzo de 2015 en el empate a uno en el Santiago Bernabéu ante el Real Madrid C. F.
De cara a la temporada 2015-16 fichó por el R. C. D. Espanyol. El club catalán abonó 1,3 millones por el 50% de los derechos del jugador. Tras una discreta primera temporada marcada por los cambios deportivos e institucionales en el club periquito, Gerard Moreno se destapó en su segunda temporada, ya dentro del proyecto de Quique Sánchez Flores, anotando trece goles y siendo pieza fundamental y, por momentos, capitán del equipo.
En la temporada 2017-18 con el R. C. D. Espanyol marcó 19 goles (16 en Liga y 3 en Copa), siendo el más destacado el anotado en el minuto 93 ante el Real Madrid C. F. (1-0) logrando vencer al cuadro madrileño más de una década después.
El 12 de junio de 2018 se hizo oficial su regreso al Villarreal C. F., que pagó 20 millones de euros por el jugador. En la temporada 2018-19 colaboró con 8 goles a la salvación del descenso del equipo.
Arrancó la temporada 2019-20 convirtiéndose en el pichichi de la Liga en las primeras jornadas.
En la temporada 2020-21 ganó la Liga Europa de la UEFA con el Villarreal C. F., el primer título en la historia del club, tras vencer en la tanda de penaltis al Manchester United F. C. y habiendo marcado en el tiempo reglamentario. El 9 de agosto renovó su contrato hasta 2027 y dos días después volvió a ver puerta en la Supercopa de Europa ante el Chelsea F. C., aunque esta vez el título cayó en mano de los ingleses que se impusieron desde los once metros.

## Selección nacional
Es internacional con la selección de España. El 15 de octubre de 2019 debutó con la selección absoluta en el partido de clasificación para la Eurocopa 2020 que España empató a uno ante Suecia y que significó la clasificación del conjunto español para dicho torneo.
El 24 de mayo de 2021 fue convocado por Luis Enrique para jugar la Eurocopa 2020.

### Participaciones en Eurocopas
| Eurocopa      | Sede   | Resultado   | Partidos | Goles |
| ------------- | ------ | ----------- | -------- | ----- |
| Eurocopa 2020 | Europa | Semifinales | 5        | 0     |

### Goles internacionales
| N.º | Fecha                   | Estadio                                  | Rival   | Gol | Resultado | Competición                         |
| --- | ----------------------- | ---------------------------------------- | ------- | --- | --------- | ----------------------------------- |
| 1   | 15 de noviembre de 2019 | Estadio Ramón de Carranza, Cádiz, España | Malta   | 6-0 | 7-0       | Clasificación Eurocopa 2020         |
| 2   | 18 de noviembre de 2019 | Estadio Metropolitano, Madrid, España    | Rumania | 2-0 | 5-0       | Clasificación Eurocopa 2020         |
| 3   | 18 de noviembre de 2019 | Estadio Metropolitano, Madrid, España    | Rumania | 3-0 | 5-0       | Clasificación Eurocopa 2020         |
| 4   | 14 de noviembre de 2020 | St. Jakob Park, Basilea, Suiza           | Suiza   | 1-1 | 1-1       | Liga de Naciones de la UEFA 2020-21 |
| 5   | 31 de marzo de 2021     | Estadio de La Cartuja, Sevilla, España   | Kosovo  | 3-1 | 3-1       | Clasificación Mundial 2022          |

## Estadísticas

### Clubes
Actualizado al último partido disputado el 15 de agosto de 2025.
| Club | Div.          | Temporada     | Liga  | Liga  | Liga   | Copas nacionales(1) | Copas nacionales(1) | Copas nacionales(1) | Copas internacionales(2) | Copas internacionales(2) | Copas internacionales(2) | Total | Total | Total  | Media goleadora |
| Club | Div.          | Temporada     | Part. | Goles | Asist. | Part.               | Goles               | Asist.              | Part.                    | Goles                    | Asist.                   | Part. | Goles | Asist. | Media goleadora |
| --- | ------------- | ------------- | ----- | ----- | ------ | ------------------- | ------------------- | ------------------- | ------------------------ | ------------------------ | ------------------------ | ----- | ----- | ------ | --------------- |
| Villarreal C. F. "B" · España | 2.ª           | 2010-11       | 1     | 0     | 0      | —                   | —                   | —                   | —                        | —                        | —                        | 1     | 0     | 0      | 0               |
| Villarreal C. F. "B" · España | 2.ª           | 2011-12       | 4     | 1     | 0      | —                   | —                   | —                   | —                        | —                        | —                        | 4     | 1     | 0      | 0.25            |
| Villarreal C. F. "B" · España | 2.ª B         | 2012-13       | 24    | 12    | 0      | —                   | —                   | —                   | —                        | —                        | —                        | 24    | 12    | 0      | 0.5             |
| Villarreal C. F. "B" · España | Total club    | Total club    | 29    | 13    | 0      | 0                   | 0                   | 0                   | 0                        | 0                        | 0                        | 29    | 13    | 0      | 0.45            |
| Villarreal C. F. · España | 2.ª           | 2012-13       | 14    | 3     | 2      | 0                   | 0                   | 0                   | —                        | —                        | —                        | 14    | 3     | 2      | 0.21            |
| R. C. D. Mallorca · España | 2.ª           | 2013-14       | 31    | 11    | 5      | 1                   | 1                   | 0                   | —                        | —                        | —                        | 32    | 12    | 5      | 0.38            |
| R. C. D. Mallorca · España | Total club    | Total club    | 31    | 11    | 5      | 1                   | 1                   | 0                   | 0                        | 0                        | 0                        | 32    | 12    | 5      | 0.38            |
| Villarreal C. F. · España | 1.ª           | 2014-15       | 26    | 7     | 3      | 6                   | 5                   | 0                   | 7                        | 4                        | 1                        | 39    | 16    | 4      | 0.41            |
| R. C. D. Espanyol · España | 1.ª           | 2015-16       | 32    | 7     | 3      | 4                   | 0                   | 0                   | —                        | —                        | —                        | 36    | 7     | 3      | 0.19            |
| R. C. D. Espanyol · España | 1.ª           | 2016-17       | 37    | 13    | 4      | 1                   | 0                   | 0                   | —                        | —                        | —                        | 38    | 13    | 4      | 0.34            |
| R. C. D. Espanyol · España | 1.ª           | 2017-18       | 38    | 16    | 1      | 6                   | 3                   | 1                   | —                        | —                        | —                        | 44    | 19    | 2      | 0.43            |
| R. C. D. Espanyol · España | Total club    | Total club    | 107   | 36    | 8      | 11                  | 3                   | 1                   | 0                        | 0                        | 0                        | 118   | 39    | 9      | 0.33            |
| Villarreal C. F. · España | 1.ª           | 2018-19       | 35    | 7     | 1      | 3                   | 1                   | 1                   | 11                       | 4                        | 1                        | 49    | 12    | 3      | 0.24            |
| Villarreal C. F. · España | 1.ª           | 2019-20       | 35    | 18    | 5      | 2                   | 2                   | 0                   | —                        | —                        | —                        | 37    | 20    | 5      | 0.54            |
| Villarreal C. F. · España | 1.ª           | 2020-21       | 33    | 23    | 7      | 1                   | 0                   | 0                   | 12                       | 7                        | 5                        | 46    | 30    | 12     | 0.65            |
| Villarreal C. F. · España | 1.ª           | 2021-22       | 17    | 9     | 3      | 2                   | 1                   | 0                   | 8                        | 3                        | 4                        | 27    | 13    | 7      | 0.48            |
| Villarreal C. F. · España | 1.ª           | 2022-23       | 21    | 7     | 3      | 3                   | 3                   | 3                   | 5                        | 1                        | 0                        | 29    | 11    | 6      | 0.38            |
| Villarreal C. F. · España | 1.ª           | 2023-24       | 30    | 10    | 6      | 2                   | 0                   | 1                   | 6                        | 1                        | 1                        | 38    | 11    | 8      | 0.29            |
| Villarreal C. F. · España | 1.ª           | 2024-25       | 17    | 3     | 2      | 1                   | 0                   | 0                   | —                        | —                        | —                        | 18    | 3     | 2      | 0.17            |
| Villarreal C. F. · España | 1.ª           | 2025-26       | 1     | 0     | 0      | 0                   | 0                   | 0                   | 0                        | 0                        | 0                        | 1     | 0     | 0      | 0               |
| Villarreal C. F. · España | Total club    | Total club    | 229   | 87    | 32     | 20                  | 12                  | 5                   | 49                       | 20                       | 12                       | 298   | 119   | 49     | 0.4             |
| Total carrera | Total carrera | Total carrera | 396   | 147   | 45     | 32                  | 16                  | 6                   | 49                       | 20                       | 12                       | 477   | 183   | 63     | 0.38            |
| (1) Incluye datos de Copa del Rey. (2) Incluye datos de Liga de Campeones de la UEFA, Liga Europa de la UEFA, Supercopa de Europa y Liga Europa Conferencia de la UEFA. |               |               |       |       |        |                     |                     |                     |                          |                          |                          |       |       |        |                 |

### Hat-tricks
| Partidos en los que anotó tres o más goles | Partidos en los que anotó tres o más goles | Partidos en los que anotó tres o más goles | Partidos en los que anotó tres o más goles | Partidos en los que anotó tres o más goles | Partidos en los que anotó tres o más goles | Partidos en los que anotó tres o más goles | Partidos en los que anotó tres o más goles |
| #                                          | Fecha                                      | Lugar                                      | Equipo                                     | Rival                                      | Goles                                      | Resultado                                  | Competición                                |
| ------------------------------------------ | ------------------------------------------ | ------------------------------------------ | ------------------------------------------ | ------------------------------------------ | ------------------------------------------ | ------------------------------------------ | ------------------------------------------ |
| 1                                          | 3 de abril de 2021                         | Nuevo Los Cármenes, Granada                | Villarreal C. F.                           | Granada C. F.                              | Gol · Gol · Gol                            | 0 - 3                                      | Primera División 2020-21                   |

## Palmarés

### Campeonatos internacionales
| Título                 | Club             | Sede   | Año  |
| ---------------------- | ---------------- | ------ | ---- |
| Liga Europa de la UEFA | Villarreal C. F. | Gdansk | 2021 |

### Distinciones individuales
| Distinción                                 | Año              |
| ------------------------------------------ | ---------------- |
| Trofeo Zarra                               | 2019-20, 2020-21 |
| Mejor jugador de la Liga Europa de la UEFA | 2021             |